# Henri Cochet
Henri Jean Cochet, francoski tenisač, * 14. december 1901, Villeurbanne, Rhône, Francija, † 1. april, 1987, Saint-Germain-en-Laye, Francija.
Henri Cochet je nekdanja številka ena na moški teniški lestvici in zmagovalec sedmih posamičnih turnirjev za Grand Slam, še trikrat pa je zaigral v finalu, ob tem pa je osvojil pet turnirjev za Grand Slam v konkurenci dvojic. Štirikrat je osvojil Amatersko prvenstvo Francije, dvakrat Prvenstvo Anglije in enkrat Nacionalno prvenstvo ZDA, na turnirjih za Prvenstvo Avstralije pa ni tekmoval. Bil je eden izmed »Štirih mušketirjev«, četverice francoskih tenisačev, ki so bili v dvajsetih in tridesetih letih v teniškem vrhu, ostali trije so Jean Borotra, Jacques Brugnon in René Lacoste. Z Lacostejem se je trikrat pomeril v desetih finalih, dosegel pa je dve zmagi in en poraz, proti Borotraju pa dve zmagi. V konkurenci moških dvojic je po dvakrat osvojil Amatersko prvenstvo Francije in Prvenstvo Anglije, v konkurenci mešanih dvojic pa enkrat Amatersko prvenstvo Francije. Na Olimpijskih igrah 1924 je osvojil srebrno medaljo posamezno in v konkurenci moških dvojic skupaj z Brugnonom. Leta 1976 so bili vsi »Štirje mušketirje« sprejeti v Mednarodni teniški hram slavnih.

## Finali Grand Slamov posamično (10)

### Zmage (7)
| Leto | Turnir                           | Nasprotnik v finalu | Rezultat finala     |
| 1926 | Amatersko prvenstvo Francije     | René Lacoste        | 6-2 6-4 6-3         |
| 1927 | Prvenstvo Anglije                | Jean Borotra        | 4-6 4-6 6-3 6-4 7-5 |
| 1928 | Amatersko prvenstvo Francije (2) | René Lacoste        | 5-7 6-3 6-1 6-3     |
| 1928 | Nacionalno prvenstvo ZDA         | Frank Hunter        | 4-6 6-4 3-6 7-5 6-3 |
| 1929 | Prvenstvo Anglije (2)            | Jean Borotra        | 6-4 6-3 6-4         |
| 1930 | Amatersko prvenstvo Francije (3) | Bill Tilden         | 3-6 8-6 6-3 6-1     |
| 1932 | Amatersko prvenstvo Francije (4) | Giorgio de Stefani  | 6-0 6-4 4-6 6-3     |

### Porazi (3)
| Leto | Turnir                       | Nasprotnik v finalu | Rezultat finala |
| 1928 | Prvenstvo Anglije            | René Lacoste        | 1-6 6-4 4-6 2-6 |
| 1932 | Nacionalno prvenstvo ZDA     | Ellsworth Vines     | 4-6 4-6 4-6     |
| 1933 | Amatersko prvenstvo Francije | Jack Crawford       | 6-8 1-6 3-6     |